# Brandon Ghee
(en) Statistiques sur pro-football-reference
Brandon Ghee (né le 6 juin 1987 à Fayetteville) est un joueur américain de football américain. Il joue actuellement avec les Chargers de San Diego.

## Lycée
Ghee fait ses études à la Jack Britt High School de Fayetteville où il reçoit des honneurs régionaux pour ses deux postes de cornerback et wide receiver. Il remporte avec le lycée, le titre de champion de l'État de Caroline du Nord en marquant deux touchdown lors de la finale.
Le site de recrutement Rivals.com le considère comme une recrue trois étoiles et placé en vingt-huitième position au classement des cornerbacks du pays. 

## Carrière

### Université
Il entre à l'université de Wake Forest et décide de ne pas jouer une saison pour des raisons académiques. En 2007, il joue les dix derniers matchs de la saison comme titulaire et fait cinquante-six tacles ainsi que dix passes stoppées. En 2008, il joue onze matchs et est nommé dans la seconde équipe de la saison pour la conférence ACC, notamment grâce à ses quatre fumbles provoqués.

### Professionnel
Brandon Ghee est sélectionné au troisième tour du draft de la NFL de 2010 par les Bengals de Cincinnati comme quatre-vingt-seizième choix. Lors de sa première saison en professionnel (rookie), il entre au cours de six matchs et fait deux tacles.
Il signe aux Chargers de San Diego en mars 2014.